# Dogninades
Dogninades là một chi bướm đêm thuộc họ Erebidae.